# Wie ich eines schönen Morgens im April das 100%ige Mädchen sah
Wie ich eines schönen Morgens im April das 100%ige Mädchen sah ist ein Kurzgeschichtenband des japanischen Schriftstellers Haruki Murakami. Es erschien zuerst 1993 auf Japanisch, 1996 auch in einer deutschen Übersetzung.

## Inhalt
Wie ich eines schönen Morgens im April das 100%ige Mädchen sah ist eine Sammlung von neun Kurzgeschichten, darunter dietitelgebende Erzählung.

### Wie ich eines schönen Morgens im April das 100%ige Mädchen sah
Der Erzähler sieht eine junge Frau, die er für das 100%ige Mädchen hält, seine große Liebe. Er traut sich nicht sie anzusprechen und sinniert wehmütig, wie er das hätte anstellen sollen.

### Lederhosen
Eine Japanerin soll aus ihrem Urlaub in Deutschland ihrem Mann eine Lederhose mitbringen. Da das Geschäft nur Lederhosen an anwesende Personen verkauft, bringt sie einen ähnlich aussehenden Mann ins Geschäft. Dort bemerkt sie, dass sie eigentlich ihren Mann hasst.

### Familiensache
Die Schwester des Ich-Erzählers stellt der Familie ihren Freund, einen Computeringenieur vor. Sie essen zusammen Steaks und obwohl der Erzähler den Freund der Schwester nicht leiden kann, arrangiert er sich mit ihm.

### Das Fenster
Der Erzähler ist in einer Agentur beschäftigt, die Hilfestellung beim Schreiben gibt und eingehende Kundenbriefe u. a. stilistisch bewertet. Er hat regelmäßigen Briefkontakt mit einer Dame, die ihm einmal von ihrem Essen, einem Hamburger-Steak berichtet. Er bekommt Appetit, im nahen Restaurant gibt es allerdings nur Hamburger-Steak-Varianten. Als er die Firma viele Jahre später verlässt, lädt ihn die Dame zu sich nach Hause ein. Dort essen sie ihr Hamburger-Steak und unterhalten sich. Derartige Kontakte und das Annehmen von Geschenken sind den Mitarbeitern eigentlich untersagt.

### TV-PEOPLE
Die TV-People sind kleine Männchen, die dem Erzähler immer einen Fernseher ins Wohnzimmer stellen. Auch auf der Arbeit tragen sie den Fernseher her, obwohl er von einem Konkurrenzunternehmen kommt. Im Fernsehprogramm bauen die TV-People ein Flugzeug.

### Das Schweigen
Der Schulfreund des Erzählers Osawa sagt, dass er niemals im Streit jemanden geschlagen hat, da er Boxer ist und das als bewaffneter Angriff gewertet werden könnte. Den Erzähler quält der Gedanke, dass er für den Selbstmord eines Schülers verantwortlich gemacht wird. Denn ein anderer Schüler, den er einmal verprügelt hatte, sann auf Rache und war wohl für die Gerüchte zur Ursache des Selbstmords verantwortlich.

### Das grüne Monster
Diese Geschichte ist aus Sicht einer Frau geschrieben, deren Mann auf der Arbeit ist. Vor lauter Langeweile erscheint ihr ein Gedanken lesendes Monster, das sie töten muss, obwohl ihm abgeschlagene Körperteile immer wieder nachwachsen würden.

### Der tanzende Zwerg
Der Erzähler arbeitet in einer Fabrik, die Elefanten herstellt. Eines Tages erscheint ihm ein tanzender Zwerg. Er überredet den Zwerg, seinen Körper anzunehmen, um so für ein Mädchen zu werben.

### Der letzte Rasen am Nachmittag
Als Studentenjob mäht der Erzähler den Rasen einer alleinstehenden Frau. Diese verrät, dass ihr verstorbener Mann Amerikaner war und dem Alkohol verfallen war. Auch die Witwe konsumiert exzessiv Alkohol, worauf der Erzähler seinen Job an den Nagel hängt.

## Kritik
„Leider ist manches nicht so gelungen wie dies, so die Titelgeschichte, die dahinplätschert, wie es ihr Titel befürchten lässt. Pointenfrei ist fast alles, gerade auch das Beste. Da lauert dann irgendwo ein Abgrund, in den man kurz blickt, bevor Gewohnheit und Alltag wieder verdecken, was da unten, unter und in uns, los ist; und so geht es zurück ins "Normale". In den besten Momenten – man muss eben auch durch andere hindurch – offenbart sich die Magie eines großen Erzählers.“